# Hassen Akacha
Pour les articles homonymes, voir Akacha.
Hassen Akacha (arabe : حسن عكاشة), connu aussi sous le nom de Hamouda Akacha, né le 3 septembre 1914, est un footballeur tunisien.
Il évolue au poste de milieu de terrain au sein du Club africain.
Hassen Akacha est le frère jumeau de Salah Akacha.

## Carrière
- 1932-1941 : Club africain (Tunisie)

## Palmarès
Club africain
- Championnat de Tunisie (1) : 
  - Champion : 1937 (promotion d'honneur)[2].